# ×Elymostachys
× Elymostachys là một chi thực vật có hoa trong họ Hòa thảo (Poaceae).

## Loài
Chi × Elymostachys gồm các loài: